# Eria javanica
Eria javanica là một loài phong lan. Đây là loài đặc trưng của chi Nỉ lan (Eria).

## Danh pháp đồng nghĩa
- Callista perakensis (Hook.f.) Kuntze
- Dendrobium javanicum Sw. (Basionym)
- Dendrobium perakense Hook.f.
- Dendrolirium rugosum Blume
- Eria cochleata Lindl.
- Eria fragrans Rchb.f.
- Eria inamoena Schltr.
- Eria rugosa (Blume) Lindl.
- Eria stellata Lindl.
- Eria striolata Rchb.f.
- Eria vaginata (Breda, Kuhl & Hasselt) Benth.
- Katherinea perakensis (Hook.f.) A.D. Hawkes
- Octomeria stellata (Lindl.) Spreng.
- Octomeria vaginata Breda, Kuhl & Hasselt
- Pinalia fragrans (Rchb.f.) Kuntze
- Pinalia rugosa (Blume) Kuntze
- Pinalia stellata (Lindl.) Kuntze
- Pinalia striolata (Rchb.f.) Kuntze
- Sarcopodium perakense (Hook.f.) Kraenzl.
- Tainia stellata (Lindl.) Pfitzer

## Hình ảnh

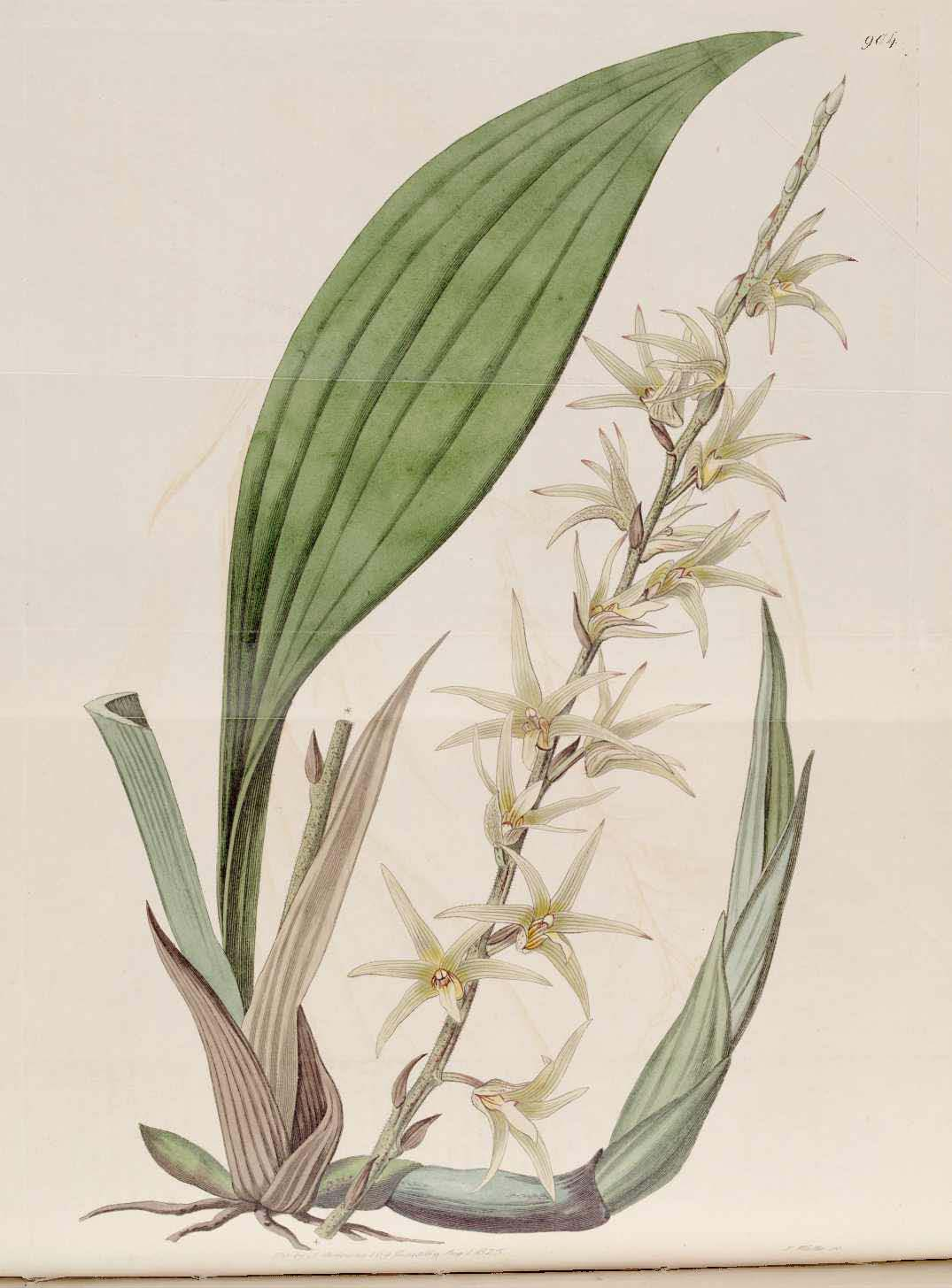
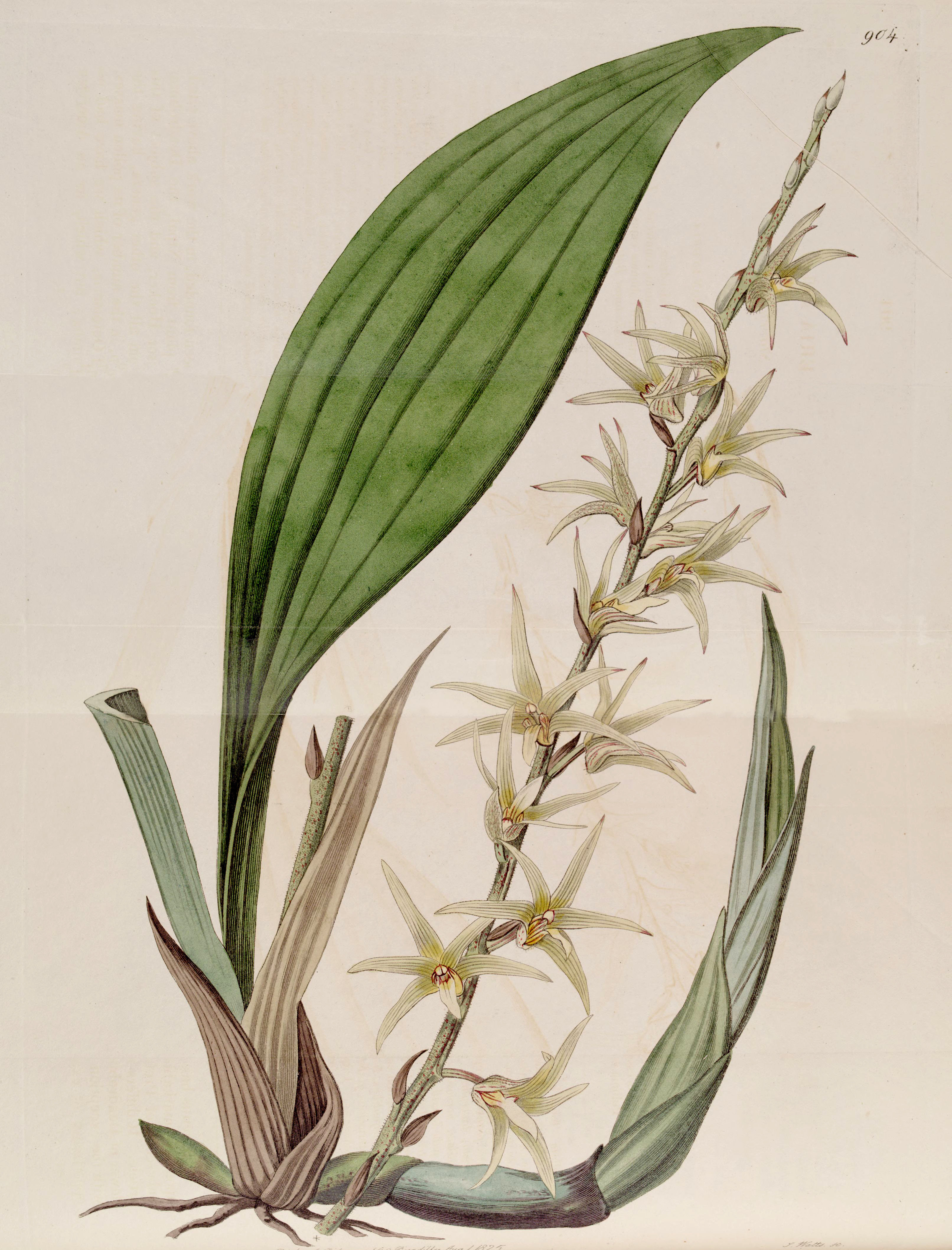
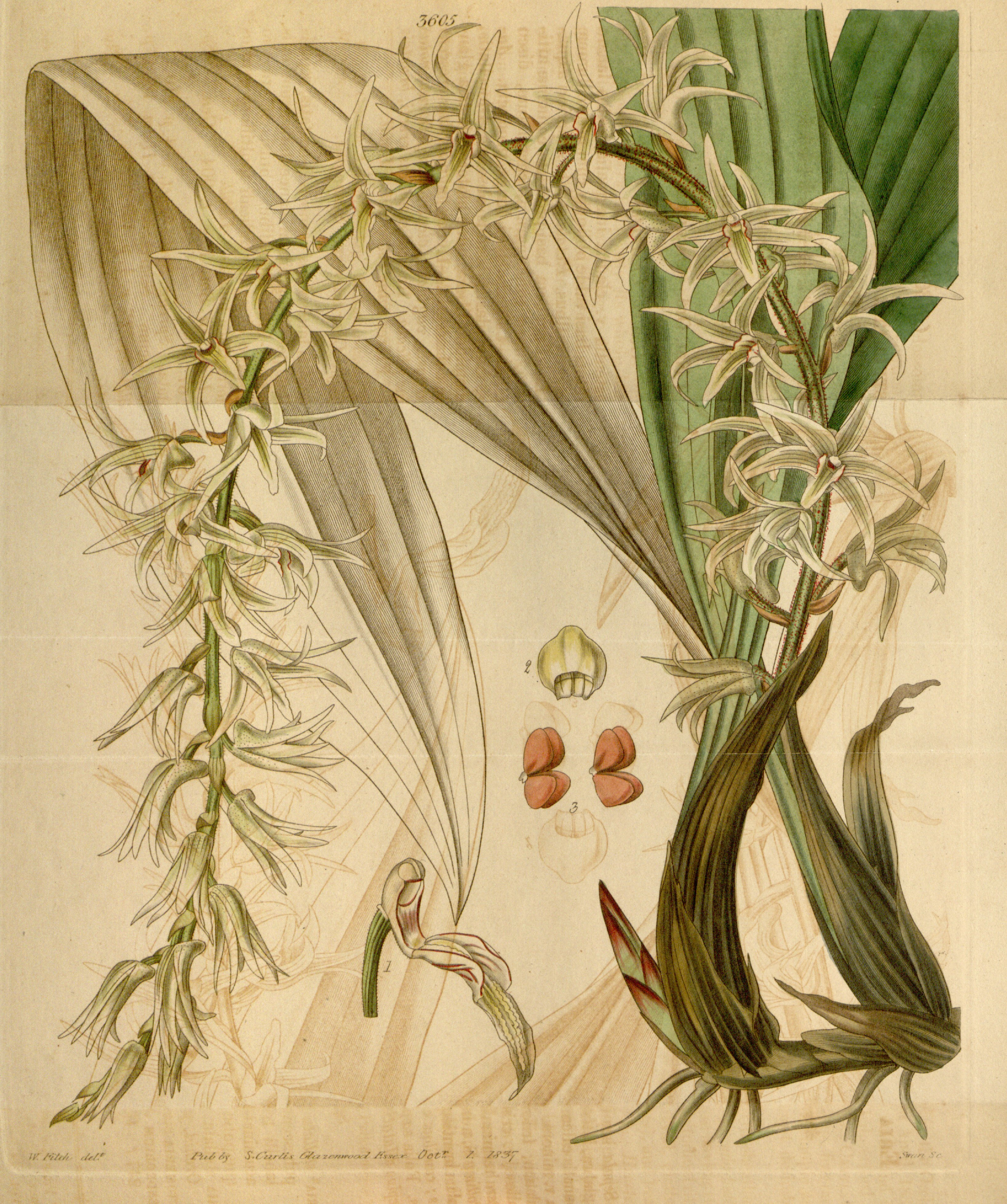
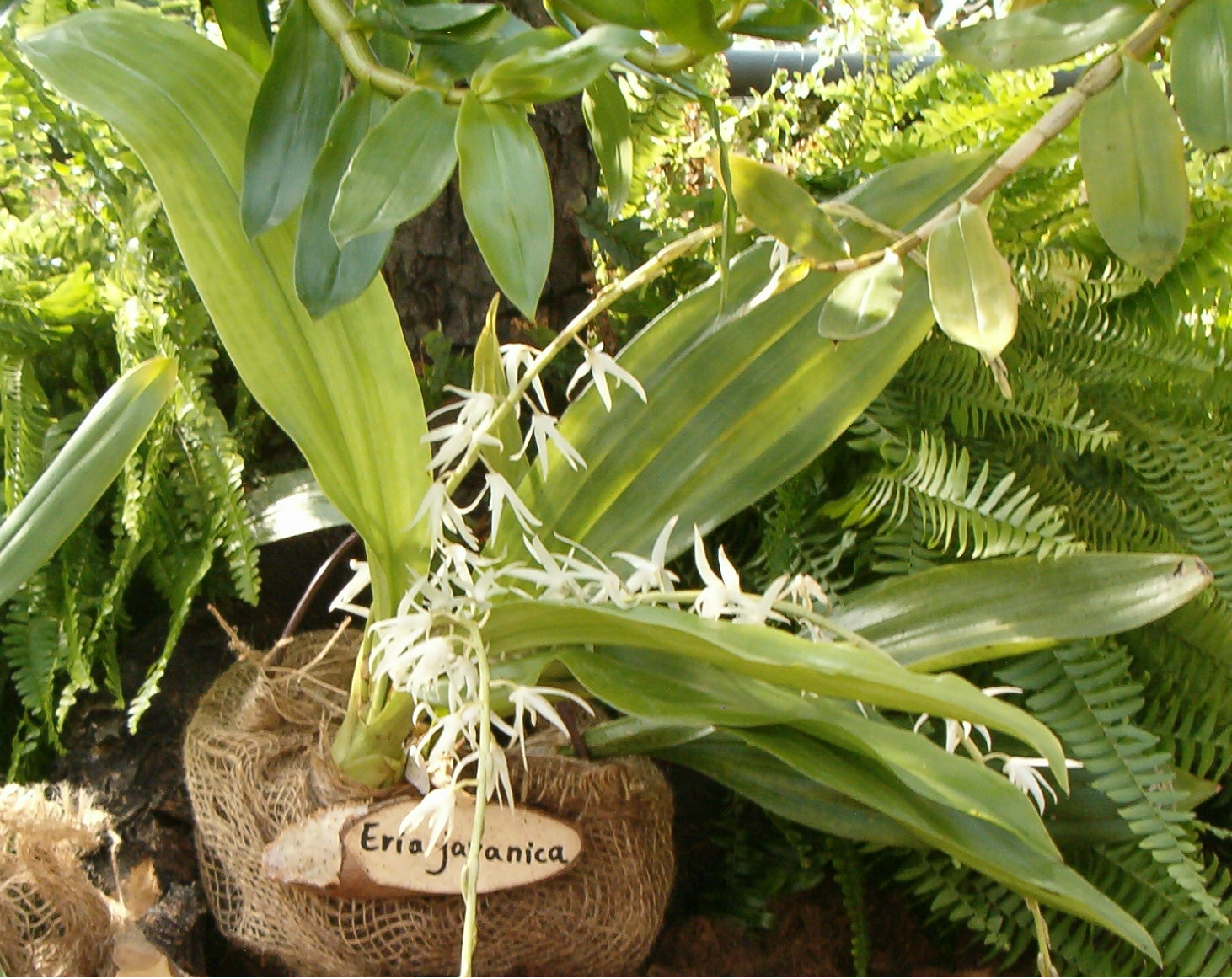